# رولاند تونی
رولاند تونی (انگلیسی: Roland Thöni; ۱۷ ژانویهٔ ۱۹۵۱ – ۴ آوریل ۲۰۲۱) اسکی‌باز آلپاین اهل ایتالیا بود.